# Roman Dmowski
Roman Stanisław Dmowski (pronunție poloneză: [ˈrɔman staˈɲiswaf ˈdmɔfski]; n. 9 august 1864, Kamionek⁠(d), Polonia Congresului, Imperiul Rus – d. 2 ianuarie 1939, Drozdowo⁠(d), Gmina Piątnica⁠(d), voievodatul Białystok⁠(d), Polonia) a fost un politician și om de stat polonez, cofondator și principal ideolog al mișcării politice⁠(d) Național-Democrația⁠(d) (abreviat „ND”: în poloneză, „Endecja”). El considera germanizarea teritoriilor poloneze controlate⁠(d) de Imperiul German ca fiind amenințarea cea mai mare la adresa culturii poloneze și, prin urmare, susținea o oarecare apropiere de o altă putere care participase la divizarea Poloniei, Imperiul Rus. El favoriza restabilirea independenței poloneze prin mijloace nonviolente și susținea politici favorabile clasei de mijloc poloneze. În timp ce se afla la Paris în timpul Primului Război Mondial, el a fost un important purtător de cuvânt al aspirațiilor poloneze față de Aliați prin Comitetul Național Polonez⁠(d). El a fost o figură esențială în restaurarea postbelică a existenței independente a Poloniei. De-a lungul vieții sale, a fost principalul oponent ideologic al liderului militar și politic polonez Józef Piłsudski și al viziunii acestuia din urmă despre Polonia ca federație multinațională împotriva imperialismului german și rus.
Dmowski nu a deținut niciodată o putere politică semnificativă, cu excepția unei scurte perioade în 1923 când a fost ministru al afacerilor externe⁠(d). Cu toate acestea, el a fost unul dintre cei mai influenți ideologi și politicieni polonezi ai timpului său. O personalitate controversată cea mai mare parte a vieții sale, Dmowski își dorea o națiune omogenă, polonofonă și practicantă a romano-catolicismului, spre deosebire de viziunea lui Piłsudski despre prometeism, care vedea o Polonie multietnică care să amintească de Uniunea Polono-Lituaniană. Ca urmare, gândirea sa a marginalizat alte grupuri etnice care trăiau în Polonia, în special pe cele din Kresy⁠(d) (între care evrei, lituanieni și ucraineni), și era considerat antisemit. El rămâne o figură cheie a naționalismului polonez⁠(d) și a fost adesea numit „părintele naționalismului polonez”.

## Începutul vieții
Dmowski s-a născut la 9 august 1864 în Kamionek⁠(d), lângă Varșovia, în Regatul Poloniei de sub stăpânire țaristă, care trei ani mai târziu a fost încorporat Imperiului Rus (ca Țara Vistulei). Tatăl său era muncitor în construcții de drumuri și mai târziu antreprenor. Dmowski a urmat școlile din Varșovia, studiind biologia și zoologia la Universitatea din Varșovia, pe care a absolvit-o în 1891. Ca student, a devenit activ în Asociația Poloneză de Tineret „Zet”⁠(d) (Związek Młodzieży Polskiej „Zet”), unde s-a opus activiștilor socialiști. Zet avea legături cu Liga Polska (Liga Poloneză), căreia Dmowski i s-a alăturat în 1889. Un concept esențial al Ligii era Polskość (polonimea), spre opus celui de de trójlojalizm (triplă loialitate).
El a organizat și o demonstrație de stradă studențească la aniversarea a 100 de ani de la Constituția Poloneză din 3 Mai 1791. Pentru aceasta a fost închis de autoritățile imperiale ruse timp de cinci luni în Cetatea Varșovia⁠(d). A fost apoi exilat la Libau și Mitau în Curlanda (Letonia de astăzi). După 1890 se dezvolta și ca scriitor și publicist, publicând critică politică și literară la Głos⁠(d), unde a devenit prieten apropiat cu Jan Ludwik Popławski⁠(d), care avea să-i fie mentor. După întoarcerea din exil, Dmowski a devenit destul de critic la adresa Ligii Poloneze, acuzând-o că este controlată de francmasoni și că este în general incompetentă.
În aprilie 1893, Dmowski a co-fondat Liga Națională și a devenit primul ei lider. Grupul era diferit de Liga Polska, deoarece Dmowski a insistat că putea exista o singură identitate națională poloneză, ceea ce l-a determinat să atace regionalismul, pe care l-a denunțat ca o formă de divizare a loialității care slăbește națiunea poloneză. Același concept excludea, de asemenea, minorități precum evreii din proiectul său polonez. În noiembrie 1893, a fost condamnat la exil din Țara Vistulei. Dmowski a plecat la Jelgava și apoi, la scurt timp, la începutul anului 1895, la Lemberg, în Austro-Ungaria (astăzi Lviv, Ucraina; Lwów în poloneză), unde, împreună cu Popławski, a început să publice o nouă revistă, Przegląd Wszechpolski⁠(pl)[traduceți] (Revistă Panpolonă). În 1897, a co-fondat Partidul Național-Democrat⁠(d) (Stronnictwo Narodowo-Demokratyczne sau „Endecja”). Endecja urma să funcționeze ca partid politic, grup de lobby și organizație clandestină care să unească polonezii care susțineau opiniile lui Dmowski într-un grup politic disciplinat și implicat. În 1899, Dmowski a fondat Societatea pentru Educație Națională ca grup auxiliar. Din 1898 până în 1900, a locuit în Franța și Regatul Unit și a călătorit în Brazilia. În 1901 și-a stabilit reședința la Cracovia, pe atunci în partea austriacă⁠(d) a Poloniei. În 1903 a publicat o carte, Myśli nowoczesnego Polaka⁠(pl)[traduceți] (Gândurile unui polon modern), unul dintre primele, dacă nu primul manifest⁠(d) naționalist din istoria europeană.
În Myśli nowoczesnego Polaka, Dmowski a criticat dur vechea Uniune Polono-Lituaniană pentru glorificarea nobilimii și pentru toleranța față de minorități, care contrazicea principiul său de „egoism național sănătos”. De asemenea, el respingea liberalismul și socialismul pentru că puneau individul mai presus de statul național, care pentru Dmowski era singura unitate care conta cu adevărat. Dmowski susținea că statutul privilegiat al aristocrației din vechea Uniune împiedicase dezvoltarea națională și că era nevoie de un sentiment puternic de naționalitate care să unească națiunea într-una singură. El a atacat și naționalismul romantic al secolului al XIX-lea pentru viziunea lui asupra Poloniei drept „Hristos al Națiunilor”, susținând în schimb un egoism național îndărătnic. Dmowski se opunea mijloacelor revoluționare de luptă, preferând lupta politică și a urmărit obiectivul independenței prin autonomie sporită. După izbucnirea războiului ruso-japonez, Dmowski s-a întâlnit cu colonelul Akashi Motojiro⁠(d), atașat militar⁠(d) japonez în Suedia și șef al spionajului în favoarea serviciilor de informații japoneze, la Cracovia în martie 1904. Deși reticent față de o colaborare cu japonezii, Dmowski a acceptat propunerea lui Akashi ca soldații polonezi din armata rusă din Manciuria să fie încurajați să dezerte în armata imperială japoneză. El a călătorit la Tokyo pentru a stabili detaliile și, în același timp, a reușit să-i împiedice pe japonezi să-l sprijine pe un activist politic polonez rival, Józef Piłsudski, care dorea asistență pentru o insurecție în Polonia, o aspirație despre care Dmowski credea că ar fi sortită eșecului.
În 1905, Dmowski s-a mutat la Varșovia, înapoi în porțiunea rusească⁠(d) a Poloniei, unde a continuat să joace un rol tot mai mare în facțiunea Endecja. În timpul Revoluției Ruse din 1905, Dmowski a favorizat cooperarea cu autoritățile imperiale ruse și a salutat Manifestul din octombrie 1905 al lui Nicolae al II-lea ca piatră de temelie pe drumul către reînnoirea autonomiei poloneze. În timpul insurecției de la Łódź din iunie 1905, acționând sub ordinele lui Dmowski, endekii s-au opus răscoalei conduse de Partidul Socialist Polonez⁠(d) (PPS) al lui Piłsudski. În timpul „Zilelor din Iunie”, așa cum este cunoscută răscoala de la Łódź, a izbucnit un mic război civil între Endecja și PPS. Ca urmare a alegerilor pentru Prima Dumă (adunarea legislativă⁠(d) a Imperiul Rus spre sfârșitul existenței sale), care au fost boicotate de PPS, național-democrații au câștigat 34 din cele 55 de locuri alocate Poloniei. Dmowski și Endecja considerau Duma a fi o modalitate de a îmbunătăți poziția Poloniei Congresului în cadrul Imperiului Rus, deoarece el considera că războiul de gherilă nu este practic. Dmowski însuși a fost ales deputat în a doua și a treia Dumă (începând cu 24 februarie 1907) și a fost președinte al grupului parlamentar polonez din cadrul acesteia. El era văzut drept conservator și, deși era lider polonez, avea adesea mai multă influență asupra rușilor decât asupra deputaților polonezi. Între octombrie 1905 și începutul anului 1906, peste 2000 de polonezi au fost uciși de poliția sau armata rusă, iar alți 1000 au fost condamnați la moarte. Chiar dacă Dmowski a fost adesea denunțat ca fiind vândut rușilor, el susținea că întreprinde singura cale realistă de acțiune pentru Polonia în acele circumstanțe.
De-a lungul timpului, Dmowski a devenit mai receptiv la ideile rusești, în special la neoslavism⁠(d), acceptând oarecum ideea că Polonia și Rusia ar putea avea un viitor împreună, în special datorită faptului că Germania este dușmanul lor comun. În lumina a ceea ce el considera inferioritatea culturală a Rusiei, Dmowski simțea că o Rusie puternică era mai acceptabilă decât o Germanie puternică. În opinia lui Dmowski, politica de rusificare nu avea cum să reușească să-i subjuge pe polonezi, în timp ce germanii puteau avea mult mai mult succes cu politicile lor de germanizare. El a explicat aceste puncte de vedere în cartea sa Niemcy, Rosja i kwestia Polska (Germania, Rusia și cauza poloneză), publicată în 1908. Atitudinea aceasta nu era universal populară, iar în 1909 Dmowski a demisionat din funcția de deputat pentru a se concentra pe o luptă politică internă în Endecja. El a pierdut alegerile pentru Duma a IV-a în 1912 în fața unui politician socialist, Eugeniusz Jagiełło⁠(d) de la Partidul Socialist Polonez – Stânga⁠(d), care a câștigat cu sprijinul votului evreilor. Dmowski a considerat aceasta un afront personal și a organizat un boicot al afacerilor evreiești în mare parte a Poloniei.

## Primul Război Mondial
În 1914, Dmowski a lăudat Manifestul către Națiunea Polonă al Marelui Duce Nicolae din 14 august, care îi asigura vag pe supușii polonezi ai țarului că va exista o autonomie mai mare pentru „Polonia Congresului” după război și că provinciile austriece din Galiția de Est și de Vest, împreună cu provincia Pomerania Prusacă, aveau să fie anexate Regatului Poloniei după ce Imperiul German și Austro-Ungaria vor fi fost înfrânte. Încercările ulterioare din partea lui Dmowski de a-i determina pe ruși să-și asume angajamente mai ferme în conformitate cu acest manifest au primit însă răspunsuri evazive. Chiar și așa, propaganda pro-rusă și anti-germană a lui Dmowski a reușit să frustreze planurile lui Piłsudski de a provoca o revoltă anti-rusă și și-a consolidat poziția ca o figură politică poloneză importantă pe scena internațională, în special cu Tripla Înțelegere. În noiembrie a devenit unul dintre membrii activi ai Comitetului Național Polonez.

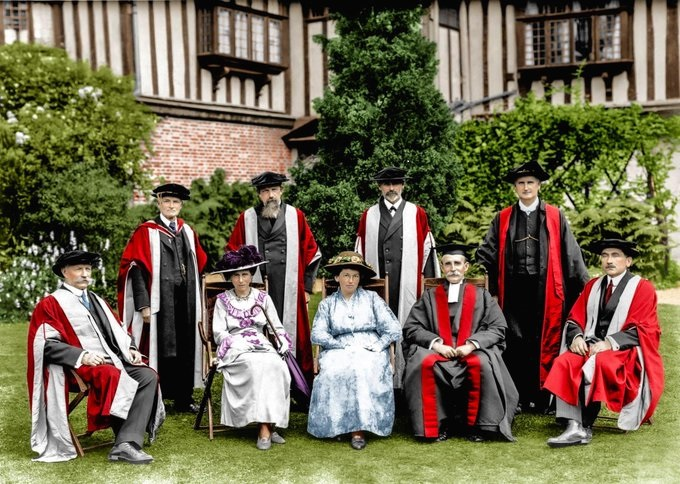
Acordarea doctoratului honoris causa lui Roman Dmowski la Universitatea Cambridge,

În 1915, din ce în ce mai convins de înfrângerea iminentă a Rusiei, Dmowski a hotărât că, pentru a sprijini cauza independenței Poloniei, va trebui să plece în străinătate pentru a face campanie în numele Poloniei în capitalele Aliaților occidentali. În timpul eforturilor sale de lobby, printre partenerii săi s-au numărat formatori opinie precum jurnalistul britanic Wickham Steed. Dmowski a avut mare succes mai ales în Franța, unde a făcut o impresie foarte favorabilă opiniei publice. A ținut o serie de prelegeri la Universitatea Cambridge, care au impresionat destul de mult corpul didactic de acolo încât i s-a acordat un doctorat onorific. În august 1917, la Paris, a înființat un nou Comitet Național Polonez, menit să reconstruiască un stat polonez. În acel an, a publicat, pe cheltuiala sa, Problemele Europei Centrale și de Est, pe care a distribuit-o curând printre numeroși diplomați vorbitori de engleză. A fost un critic vocal al Austro-Ungariei și a militat pentru crearea mai multor state slave (inclusiv pentru cehi, dar și pentru maghiarii și românii care nu erau slavi) în locul acesteia. În cadrul comunității politice poloneze, el s-a opus celor care susțineau o alianță cu aliarea cu Germania și Austro-Ungaria, inclusiv susținătorii unei vagi propuneri germane a unui Regat de Regență al Poloniei, cu granițe nedefinite, pe care Germania promitea să îl creeze după Primul Război Mondial (în timp ce, în secret, plănuia de fapt să îi anexeze până la 30.000 de kilometri pătrați pentru colonizarea germană după îndepărtarea populației poloneze).
În 1917, Dmowski a început încercările de a trasa granițele unui stat polonez reînființat; acesta urma să includă Polonia Mare, Pomerania cu Gdańskul, Silezia Superioară, fâșia de sud a Prusiei de Est și Silezia Cieszynului. În luna septembrie a acelui an, Comitetul Național al lui Dmowski a fost recunoscut de francezi drept guvernul legitim al Poloniei. Britanicii și americanii erau mai puțin entuziasmați de Comitetul Național al lui Dmowski, dar l-au recunoscut și ei drept guvern al Poloniei un an mai târziu. Cu toate acestea, americanii au refuzat să ofere sprijin pentru ceea ce ei considerau drept revendicările teritoriale excesive ale lui Dmowski (Linia Dmowski). Președintele american Woodrow Wilson consemna: „I-am văzut pe domnul Dmowski și pe domnul Paderewski la Washington și i-am rugat să definească Polonia pentru mine, așa cum o înțeleg ei, și mi-au prezentat o hartă în care revendicau o mare parte din Pământ”.
În parte, obiecțiile lui Wilson proveneau din antipatia față de Dmowski personal. Un diplomat britanic a declarat: „Era un om deștept și lumea nu are încredere în oameni deștepți; era logic în teoriile sale politice și noi detestăm logica; și era persistent cu o tenacitate care a fost calculată să înnebunească pe toată lumea”. O altă obiecție la adresa lui Dmowski au fost remarcile sale antisemite, ca cele dintr-un discurs pe care l-a ținut la o cină organizată de scriitorul Gilbert Keith Chesterson, care începea cu cuvintele: „Religia mea vine de la Isus Hristos, care a fost omorât de evrei”. Când prim-ministrul britanic David Lloyd George l-a criticat pe Dmowski și pe comitetul său, Dmowski a luat acest lucru drept o consecință a faptului că Lloyd George reprezintă interesele evreiești. El a refuzat să admită vreun evreu polonez în Comitetul Național, în ciuda sprijinului pentru o astfel de propunere din partea lui Paderewski. O serie de organizații evreiești americane și britanice au făcut campanie în timpul războiului împotriva recunoașterii Comitetului Național de către guvernele lor. Un alt critic important al lui Dmowski a fost istoricul Sir Lewis Namier, un evreu care a servit ca expert rezident al Ministerului Britanic de Externe în Polonia în timpul războiului și care pretindea că este ofensat personal de remarcile antisemite făcute de Dmowski. Namier a luptat din greu împotriva recunoașterii lui Dmowski și „bandei sale șovine” de către britanici. Experiențele lui Dmowski de la acea vreme l-au convins și pe acesta de existența unei „conspirații iudeo-masonice, neprietenoasă față de Polonia și intransigent ostilă partidului [Endecja]”.

## După Primul Război Mondial

Revvendicările teritoriale poloneze la Conferința de pace de la Paris din 1919 (linia Dmowski) colorată etnografic și comparată cu Uniunii Polono-Lituaniene de la 1772

La sfârșitul Războiului Mondial, existau două guverne care pretindeau că sunt guvernele legitime ale Poloniei: cel al lui Dmowski de la Paris și cel al lui Piłsudski de la Varșovia. Pentru a pune capăt pretențiilor rivale ale lui Piłsudski și Dmowski, compozitorul Ignacy Jan Paderewski s-a întâlnit cu ambii și i-a convins să își unească forțele, iar ei au acceptat, fără tragere de inimă. Ambii aveau ceva de care celălalt avea nevoie. Piłsudski controla Polonia postbelică, dar în calitate de polonez care luptase de partea austriecilor pentru Puterile Centrale împotriva rușilor, așa că aliații nu aveau încredere în el. Armata poloneză recent renăscută a lui Piłsudski, formată din Legiunile sale poloneze⁠(d), avea nevoie de arme, iar Dmowski era mult mai potrivit să-i convingă pe Aliați să le furnizeze. Mai mult decât atât, francezii plănuiau să trimită Armata Albastră a generalului Józef Haller⁠(d) – loial lui Dmowski – înapoi în Polonia. Teama era că, dacă Piłsudski și Dmowski nu-și lasă deoparte diferențele de opinie, ar putea izbucni un război civil între partizanii lor. Paderewski a reușit să elaboreze un compromis în care Dmowski și el însuși urmau să reprezinte Polonia la Conferința de Pace de la Paris, în timp ce Piłsudski urma să servească drept președinte provizoriu al Poloniei. Nu toți susținătorii lui Dmowski au acceptat acest compromis, iar la 5 ianuarie 1919, partizanii lui Dmowski (conduși de Marian Januszajtis-Żegota⁠(d) și Eustachy Sapieha) au încercat, fără succes, o lovitură de stat⁠(d) împotriva lui Piłsudski.
În calitate de delegat polonez la Conferința de Pace de la Paris și semnatar al Tratatului de la Versailles, Dmowski a exercitat o influență substanțială asupra deciziilor favorabile ale Tratatului cu privire la Polonia. La 29 ianuarie 1919, Dmowski s-a întâlnit pentru prima dată cu Consiliul Suprem de Război al Aliaților; prezentarea lui de cinci ore de acolo, susținută în engleză și franceză, a fost descrisă ca fiind strălucită. La întâlnire, Dmowski a declarat că nu are vreun interes să revendice zone din Ucraina și Lituania care, deși făcuseră anterior parte din Polonia, nu mai aveau o majoritate poloneză. În același timp, Dmowski a făcut presiuni puternice pentru retrocedarea teritoriilor poloneze cu majorități de limbă poloneză preluate de Prusia de la Polonia în anii 1790, precum și pentru unele teritorii dincolo de granițele Poloniei dinainte de 1772, cum ar fi sudul Prusiei de Est și Silezia Superioară. Dmowski însuși a recunoscut că din punct de vedere pur istoric, lăsănd la o parte considerentele etno-lingvistice, pretențiile poloneze asupra Sileziei nu erau în întregime puternice, dar el a revendicat-o pentru Polonia din motive economice, în special pentru zăcămintele de cărbuni. Mai mult, Dmowski a susținut că statisticile germane mint cu privire la numărul de etnici polonezi care trăiesc în estul Germaniei și că „acești polonezi erau unii dintre cei mai educați și mai culți ai națiunii, cu un puternic simț al naționalității și oameni cu idei progresiste”. În plus, cu sprijinul puternic al francezilor, Dmowski dorea să trimită „Armata Albastră” în Polonia prin Danzig, Germania (astăzi Gdańsk, Polonia); era atât intenția a lui Dmowski, cât și a francezilor ca Armata Albastră să creeze un fapt împlinit teritorial. Această propunere a întâmpinat multă opoziție din partea germanilor, britanicilor și americanilor, iar în cele din urmă Armata Albastră a fost trimisă în Polonia în aprilie 1919 pe uscat. Piłsudski nu dorea să-i enerveze inutil pe aliați și s-a sugerat că nu-l interesa prea mult problema Danzigului.
În ceea ce privește Lituania, Dmowski nu-i considerat pe lituanieni ca având o identitate națională puternică și considerat organizarea lor socială ca fiind una tribală. Acele zone din Lituania care aveau fie majorități poloneze, fie minorități au fost revendicate de Dmowski pe motive de autodeterminare. În zonele în care polonezii erau minoritari, ei urmau să acționeze ca o influență civilizatoare; Dmowski era dispus să lase lituanienilor doar partea de nord a Lituaniei, care avea o majoritate solidă lituaniană. Planurile sale inițiale pentru Lituania presupuneau acordarea unei autonomii largi acesteia în cadrul unui stat polonez. Aceasta l-a determinat pe Dmowski să aibă dispute foarte aprige cu delegația lituaniană de la Paris. În ceea ce privește fosta provincie austriacă Galiția de Est, Dmowski a susținut că ucrainenii locali erau destul de incapabili să se guverneze singuri și că au nevoie de influența civilizatoare a conducerii poloneze. În plus, Dmowski dorea să anexeze terenurile petrolifere din Galiția. Pentru aceasta însă îi lipsea și mai mult sprijinul decât cel pentru alte regiuni și s-a opus propunerii lui Piłsudski de alianță sau federație cu ucrainenii. Din puterile aliate doar francezii au susținut din toată inima revendicările poloneze asupra Galiției. În cele din urmă, luptele efective de pe teren din Galiția, și nu deciziile diplomaților de la Paris, au decis că regiunea va face parte din Polonia. Francezii nu au susținut aspirațiile lui Dmowski în regiunea Silezia Cieszynului, ci au susținut în schimb pretențiile Cehoslovaciei. Dmowski i-a lăudat multă vreme pe cehi ca model pentru restaurarea națională în fața germanizării și, în ciuda disputei sale cu liderii politici cehi, opinia sa despre poporul ceh în ansamblu a rămas una pozitivă.
Veșnic adversar politic al lui Piłsudski, Dmowski a favorizat ceea ce el numea „statul național”, un stat în care cetățenii vor vorbi poloneză și vor fi de credință romano-catolică. Dacă viziunea lui Piłsudski asupra Poloniei se baza pe statul multietnic istoric care existase sub dinastia Jagiełłonă, pe care spera să-l recreeze sub forma unei federații multinaționale (federația Międzymorze), viziunea lui Dmowski era regatul polonez anterior condus de dinastia Piaștilor, omogenă din punct de vedere etnic și religios. Piłsudski credea într-o definiție largă a cetățeniei poloneze, în care popoarele de diferite limbi, culturi și credințe urmau să fie unite printr-o loialitate comună față de statul polonez renăscut. Dmowski considera că opiniile lui Piłsudski sunt o prostie periculoasă și a considerat că prezența unui număr mare de minorități etnice ar submina securitatea statului polonez. La Conferința de Pace de la Paris, el a argumentat ferm împotriva Tratatului privind drepturile minorităților impus Poloniei de către Aliați.
Dmowski însuși a fost dezamăgit de tratatul de la Versailles, parțial pentru că s-a opus puternic Tratatului privind drepturile minorităților impus Poloniei și parțial pentru că dorea ca granița germano-polonă să fie ceva mai departe spre vest decât permitea Versailles-ul. Dmowski a pus ambele dezamăgiri pe seama a ceea ce el a afirmat că este „conspirația evreiască internațională”. De-a lungul vieții, Dmowski a susținut că prim-ministrul britanic David Lloyd George a fost mituit de un sindicat de finanțatori germano-evrei pentru a oferi Poloniei ceea ce Dmowski considera a fi o frontieră nefavorabilă cu Germania. Relațiile sale cu Lloyd George erau foarte proaste. Dmowski l-a considerat pe Lloyd George arogant, lipsit de scrupule și un susținător consecvent al unor decizii ce contraveneau pretențiilor poloneze în vest și în est. Dmowski a fost foarte jignit de ignoranța lui Lloyd George cu privire la chestiunile poloneze și, în special, a fost înfuriat de lipsa lui de cunoștințe pe tema traficului fluvial pe Vistula. Dmowski l-a numit pe Lloyd George „agentul evreilor”. La rândul său, Lloyd George a susținut în 1939 că „Polonia și-a meritat soarta”.

## Viața de mai târziu

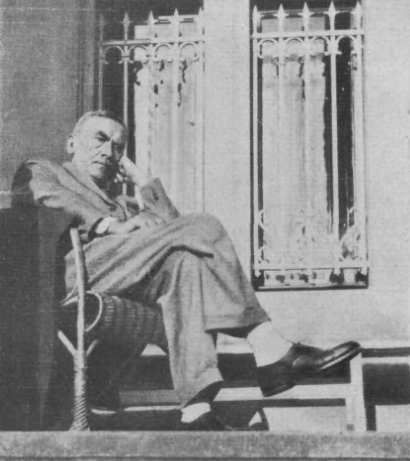
Dmowski, 1936

Dmowski a fost deputat în Sejmul legislativ din 1919, dar a participat la o singură sesiune, considerând Sejmul prea haotic pentru a exercita multă influență; și-a petrecut o mare parte din acel an, fie la Paris, fie recuperându-se de la o infecție pulmonară, în Algeria. El a reorganizat endecja într-un nou partid, Uniunea Națională Populară (Związek Ludowo-Narodowy). În timpul Războiului Polono-Sovietic a fost membru al Consiliului de Apărare Națională și un critic vocal al politicilor lui Piłsudski. După război, granițele estice ale Poloniei erau similare, chiar dacă oarecum mai mici, față de ceea ce devenise cunoscut sub numele de Linia Dmowski⁠(d).
Când a venit timpul să redacteze o constituție poloneză la începutul anilor 1920, național-democrații au insistat asupra unei președinții slabe și a unei puteri legislative puternice. Dmowski era convins că Piłsudski va deveni președinte și a considerat că un mandat slab pentru executiv este cea mai bună modalitate de a-și paraliza rivalul. Constituția din 1921 a conturat într-adevăr un guvern cu o ramură executivă slabă. Când Gabriel Narutowicz, un prieten al lui Piłsudski, a fost ales președinte de Sejm în 1922, el a fost văzut de mulți din endecja ca fiind ales cu sprijinul partidelor care reprezintă minoritățile naționale, cu sprijinul notabil al politicianului evreu polonez Yitzhak Gruenbaum. După alegerea lui Narutowicz, național-democrații au început o campanie majoră de denigrare a „președintelui evreu” ales de „străini”. Ulterior, un adept fanatic al național-democraților, pictorul Eligiusz Niewiadomski, l-a asasinat pe Narutowicz.
A fost ministru al afacerilor externe din octombrie până în decembrie 1923 în guvernul lui Wincenty Witos. În acel an a primit Ordinul Polonia Restituta de la guvernul lui Władysław Sikorski.
În 1926, ca urmare a loviturii de stat din mai a lui Piłsudski, Dmowski a fondat Tabăra Poloniei Mari (Obóz Wielkiej Polski), deși acolo avea să joace mai mult un rol de ideolog decât de lider, rol care a fost asumat de noi politicieni mai tineri. În 1928 a fondat Partidul Național (Stronnictwo Narodowe). A continuat să publice articole în ziare, broșuri și cărți. Cu sănătatea în declin, în 1930 era deja retras în mare parte din politică. În 1934, o secțiune a aripii de tineret din Endecja îl considera pe Dmowski insuficient de radical pentru gustul lor și s-a desprins pentru a fonda Tabăra Radicală Națională, mai radicală (cunoscută prin acronimul său polonez ca ONR). Ultima sa campanie majoră a fost o serie de atacuri politice împotriva presupușilor asociați „iudeo-masonici” ai președintelui Ignacy Mościcki.
Sănătatea i se deteriora sistematic. Władysław Jabłonowski, care petrecuse vara lui 1936 cu el la Tłokinia, a observat că Dmowski „nu era nici dornic să scrie, ceea ce îi plăcea să facă la țară, nici să facă plimbări lungi, care și ele îi plăceau; prefera să stea cu orele la umbra copacilor.” În 1936 au apărut ultimele lui articole jurnalistice noi. Scrisul deja îl obosea mult. A ajutat puțin la editarea scrierilor lui — volumele au fost publicate până în 1939. La sfârșitul lui 1936 a participat la înmormântarea fratelui său, Wacław, care era cu 6 ani mai în vârstă ca el. Din toată familia nu mai rămăsese decât el în viață. În primăvara lui 1937 a suferit un atac cerebral ușor și de atunci și-a pierdut rapid puterea. În octombrie al aceluiași an a apărut pentru ultima oară la o întâlnire a Comitetului Principal al Partidului Național⁠(d). În martie 1938, președintele Partidului, Kazimierz Kowalski, a obținut permisiunea lui Dmowski să organizeze o serie de demonstrații în legătură cu criza lituaniană.⁠(d) Pe la jumătatea lui 1938, familia Niklewicz l-a adus la moșia lor din Drodowo, unde a mai trăit jumătate de an. În acel moment, nu se mai deplasa. Nu avea putere să meargă, doar stătea în pat sau pe verandă.

## Moartea
Imediat după Crăciun, Dmowski a paralizat pe partea dreaptă a corpului și a pierdut parțial capacitatea de a vorbi⁠(d). În plus, s-a îmbolnăvit de pneumonie. A murit la 2 ianuarie 1939, la vârsta de 74 de ani.
Dmowski a fost înmormântat la cimitirul Bródno din Varșovia în mormântul familiei. La înmormântarea sa au venit cel puțin 100.000 de participanți; moștenirea guvernului sanacja a lui Piłsudski nu a trimis însă niciun reprezentant oficial.

## Perspectivă politică

### Teoretician al naționalismului
Din primii săi ani de studenție, Dmowski s-a opus socialismului și nu avea încredere în federalism; el a dorit independența Poloniei și un stat polonez puternic și a văzut socialismul și politicile federaliste conciliante ca prioritizând o idee internațională față de cea națională. De-a lungul anilor a devenit un influent gânditor naționalist european. Dmowski fusese în trecut om de știință și, prin urmare, prefera logica și rațiunea în locul emoției și pasiunii. El a spus o dată celebrului pianist Ignacy Jan Paderewski că muzica este „doar zgomot”. Dmowski credea cu multă tărie că polonezii ar trebui să abandoneze naționalismul romantic și gesturile inutile de sfidare, pe care le considera o prostie, și că ar trebui să muncească din greu pentru a deveni oameni de afaceri și oameni de știință. Dmowski a fost foarte influențat de teoriile darwinismului social, pe atunci populare în lumea occidentală, și considera viața o luptă nemiloasă între națiunile „puternice” care domină și națiunile „slabe” care sunt dominate.

În cartea sa din 1902 Myśli nowoczesnego Polaka (Gândurile unui polon modern), Dmowski a denunțat toate formele de naționalism romantic polonez și valorile tradiționale poloneze. El a criticat aspru ideea Poloniei ca concept spiritual și ca idee culturală. În schimb, Dmowski susținea că Polonia este doar o entitate fizică care trebuie adusă la existență prin discuții și negocieri pragmatice, nu prin ceea ce Dmowski considera revolte inutile – sortite eșecului chiar înainte de a începe – împotriva puterilor care o divizaseră. Pentru Dmowski, polonezii aveau nevoie de un „egoism național sănătos” care să nu fie ghidat de ceea ce el considera a fi principiile politice nerealiste ale creștinismului. În aceeași carte, Dmowski a dat vina pentru căderea vechii Uniuni pe tradiția sa de toleranță. Deși la început a criticat creștinismul, Dmowski a evaluat unele secte ale creștinismului drept benefice pentru anumite națiuni, nu neapărat Poloniei. Mai târziu, în 1927, el a revizuit această viziune anterioară și a renunțat la critica sa la adresa catolicismului, văzându-l ca o parte esențială a identității poloneze. Dmowski considera că în cadrul națiunii toate minoritățile sunt agenți de slăbire care trebuiau epurați. În cartea sa din 1927 Kościół, Naród I Państwo (Biserică, Națiune și Stat), Dmowski a scris:
„Catolicismul nu este o completare a polonității; este cumva înrădăcinat în însăși existența sa și într-o măsură importantă chiar îi formează existența. Încercarea de a separa catolicismul de polonitate în Polonia, despărțind națiunea de religie și Biserică, ar însemna distrugerea existenței națiunii înseși. Statul polonez este un stat catolic. Aceasta nu se datorează faptului că marea majoritate a locuitorilor săi sunt catolici sau procentului de catolici. Din punctul nostru de vedere, Polonia este catolică în deplinul sens al cuvântului, pentru că suntem un stat național, iar poporul nostru este un popor catolic”.
În anii dinainte de război, istoria Poloniei a fost un teren contestat, deoarece diferite forțe ideologice îi atrăgeau pe naționaliștii polonezi în direcții opuse, reprezentate de Dmowski și Piłsudski. De-a lungul carierei sale, lui Dmowski i-a displăcut profund Piłsudski și multe din ceea ce reprezenta el. Dmowski provenea dintr-un mediu urban sărac și nu ținea prea mult la structura socială tradițională elitistă a Poloniei. În schimb, Dmowski prefera program de modernizare și considera că polonezii ar trebui să înceteze să privească înapoi cu nostalgie la vechea Uniune Polono-Lituaniană pe care Dmowski o disprețuia profund, și că ar trebui să îmbrățișeze „lumea modernă”. În special, Dmowski disprețuia vechea Uniune pentru structura sa multinațională și pentru toleranța religioasă. El considera minoritățile etnice din Polonia (evrei, belaruși, lituanieni și ucraineni) ca o amenințare directă la adresa identității culturale, integrității și coeziunii etnice a Poloniei, în concurență directă cu mica burghezie poloneză (sau țărănimea semi-autonomă) cu care se identifica el. Dmowski a susținut că bunii cetățeni ar trebui să aibă o singură loialitate față de națiune și nu există cale de mijloc. În viziunea lui ideală despre Polonia, nu ar fi existat minorități etnice; acestea urmau să fie polonizate, sau obligate să emigreze. Succesul ideilor sale naționaliste, adoptate și propagate și de naționaliștii din alte țări (cum ar fi Lituania și Ucraina) a contribuit la dispariția identității tolerante, multietnice polono-lituaniene⁠(d).
Dmowski admira fascismul italian. În vara anului 1926, Dmowski a scris o serie de articole în care îl lăuda pe Mussolini și modelul fascist italian și a ajutat la organizarea Taberei Poloniei Mari (OWP), un front larg anti-Sanacja, modelat după fascismul italian, cunoscut pentru retorica și violența anti-evreiască. Mai târziu, el a încercat totuși să se asigure că OWM nu va imita orbește modelele italien sau german.

### Antisemitismul
Dmowski și-a comunicat frecvent credința într-o „conspirație evreiască internațională” îndreptată împotriva Poloniei. În eseul său „Żydzi wobec wojny” („Evreii despre război”) scris despre Primul Război Mondial, Dmowski a susținut că sionismul este doar o mantie sub care se deghizează ambiția evreilor de a domina lumea. Dmowski a afirmat că, odată ce se va institui un stat evreu în Palestina, el va forma „baza operațională pentru acțiune în toată lumea”. În același eseu, Dmowski i-a acuzat pe evrei că sunt cel mai periculos dușman al Poloniei și că lucrează mână în mână cu Germania pentru a dezmembra Polonia din nou. Dmowski credea că cei 3.000.000 de evrei din Polonia sunt mult prea numeroși pentru a fi absorbiți și asimilați în cultura catolică⁠(d) polonă. Dmowski susținuse emigrarea întregii populații evreiești a Poloniei ca soluție a ceea ce el considera a fi „problema evreiască” a țării lui, și cu timpul a ajuns să susțină masuri din ce în ce mai dure împotriva minorității evreiești, dar nu a sugerat niciodată uciderea evreilor. S-a opus violenței fizice, susținând în schimb boicotul afacerilor evreiești⁠(d), mai târziu suplimentat cu separarea lor în spațiul cultural (prin politici cum ar fi numerus clausus). Dmowski a făcut din antisemitism un element central al ideologiei naționaliste radicale a grupării Endecja. Cruciada lor împotriva valorilor culturale evreiești a căpătat intensitate crescândă în climatul antisemit al anilor 1930, dar nu au avut loc mari pogromuri sau atacuri violente împotriva evreilor din Polonia până la ocuparea țării⁠(d) de către naziștii germani, care și-au făcut din aceasta o misiune în 1939–1944. În romanul său din 1931 Dziedzictwo, Dmowski scria: „o femeie evreică va fi mereu evreică, un bărbat evreu, va fi evreu. Ei au altă piele, miros altfel, poartă răul între popoare”. În eseul său din 1938 Hitleryzm a Źydzi, Dmowski a scris:
„Unealta evreilor a fost Wilson, care se îngrijea ca trupele aliate să nu treacă granița în Germania...Lloyd George a împiedicat unele regiuni să devină parte a Poloniei cum fuseseră înainte: marea majoritate din Silezia noastră Superioară, Malborg, Sztum și Kwidzyn, și Gdansk. Lloyd George a acționat ca un agent al evreilor, și nimic nu a lăsat impresia că Wilson ar fi mai puțin dependent de ei. Așa că evreii au negociat un acord cu francmasoneria germană, care, în schimbul ajutorului la conferință pe problema granițelor, au acceptat să le ofere un loc de seamă în Republica Germană. În cele din urmă, după pace, evreii au lucrat pentru Germania și împotriva Poloniei în Anglia, America, și chiar în Franța, dar s-au străduit mai ales ca Germania să devină mai puțin un stat german și mai mult unul evreiesc”.
Pentru Dmowski, una din principalele probleme ale Poloniei a fost că nu sunt suficienți polonofoni catolici în clasa de mijloc, în care sunt prea mulți etnici germani și evrei. Pentru a remedia această presupusă problemă, și-a imaginat o politică de confiscare a averii evreilor și germanilor și de redistribuire a ei către polonezii catolici. Dmowski nu a putut niciodată să obțină adoptarea acestui program ca lege de către Sejm, dar Național-Democrații au organizat adesea campanii de boicot „Cumpărați produse poloneze” împotriva magazinelor germane și evreiești. Primul boicot antisemit al lui Dmowski a avut loc în 1912 când a încercat să organizeze un boicot total al afacerilor evreiești din Varșovia ca „pedeapsă” pentru înfrângerea unor candidați de la Endecja la alegerile pentru Dumă, înfrângere atribuită de Dmowski populației evreiești a Varșoviei. Toată viața lui, Dmowski i-a asociat pe evrei cu germanii ca principali dușmani ai Poloniei; originile acestei identificări stăteau în furia profundă a lui Dmowski pentru politicile de „germanizare” forțată efectuate de guvernul german împotriva minorității polone în timpul perioadei imperiale, și pentru faptul că cei mai mulți evrei care trăiau în teritoriile disputate între germani și poloni acceptaseră să se lase asimilați de cultura germană, dar nu de cea polonă. După opinia lui Dmowski, comunitatea evreiască nu era atrasă de cauza independenței Poloniei și era foarte probabil să se alieze cu potențialii dușmani ai statului polon dacă le-ar fi fost de folos.
Dmowski a fost și un vocal adversar al francmasoneriei, precum și al feminismului.

## Recunoașterea și memoria
Dmowski este considerat unul dintre cei mai influenți politicieni conservatori din istoria Poloniei moderne, deși memoria lui este controversată și continuă să fie o figură foarte polarizantă. A fost numit „părintele naționalismului polonez⁠(d)” și „icoana dreptei politice poloneze contemporane” care, ca semnatar al tratatului de la Versailles, a jucat un rol critic în restaurarea independenței Poloniei după Primul Război Mondial. În același timp, a fost descris și ca fondator al antisemitismului polonez contemporan și criticat pentru disprețul față de drepturile femeilor. Viața și munca lui Dmowski au făcut subiectul mai multor articole și cărți academice. Andrzej Walicki⁠(d) a scris în 1999 că principalele izvoare despre Dmowski sunt Roman Dmowski de Andrzej Micewski (1971), Roman Dmowski de Roman Wapiński⁠(d) (1988) și Roman Dmowski de Krzysztof Kawalec⁠(d) (1996).
Suprimată în Polonia comunistă, memoria lui Dmowski a fost mai larg recunoscută după căderea comunismului în 1989. Un pod din Wrocław⁠(pl)[traduceți] a fost numit după el în 1992. În noiembrie 2006, la Varșovia a fost dezvelită o statuie a lui Roman Dmowski; ea a condus la o serie de proteste din partea organizațiilor care îl considerau pe Dmowski un fascist și un inamic al politicii progresiste; din cauza unor proteste similare, planurile de a ridica statui sau memoriale în altă parte au fost amânate. Comentatorul politic Janusz Majcherek scria în 2005: „În locul unui partid conservator modern, ca cele care au reușit să modernizeze Marea Britanie sau Spania, găsim în Polonia o copie ieftină Endecja, în care un naționalism de modă veche, dinainte de război, se amestecă cu un catolicism dinainte de Vatican II, unit în respingerea modernizării și în neîncrederea față de Occident”. Atât Jarosław Kaczyński, cât și Lech Kaczyński l-au citat pe Dmowski ca inspirație. Lech, pe atunci primarul Varșoviei, a susținut ridicarea statuii lui Dmowski în 2006.
La 8 ianuarie 1999 a fost onorat de către Sejmul polonez cu o lege specială „pentru realizările în favoarea independenței Poloniei și extinderea conștiinței naționale poloneze”. Documentul îl onorează și pentru că a fondat școala poloneză de realism politic și responsabilitate politică, modelând granițele poloneze (în special cele occidentale) și „subliniind legătura fermă dintre catolicism și polonitate pentru supraviețuirea Națiunii și reconstrucția statului”.
Dmowski a fost distins cu mai multe premii de stat: Marea Cruce a Ordinului Polonia Restituta (1923), Ordinul Steaua României și Ordinul Oranje-Nassau⁠(d). A primit diplome onorifice de la Universitatea Cambridge (1916) și Universitatea din Poznań (1923). A refuzat alte premii. La 11 noiembrie 2018 (împlinirea a 100 de ani de la Independența Poloniei), i s-a acordat postum Ordinul Vulturul Alb.

## Lucrări (selecție)
- Myśli nowoczesnego Polaka (Gândurile unui polon modern), 1902.
- Niemcy, Rosja a sprawa polska (Germania, Rusia și cauza poloneză), 1908. Traducere în franceză publicată sub titlul: La question polonaise (Paris 1909).
- Separatyzm Żydów i jego źródła (Separatismul evreilor și izvoarele sale), 1909.
- Upadek myśli konserwatywnej w Polsce (Declinul gândirii conservatoare în Polonia), 1914.
- Polityka polska i odbudowanie państwa (Politica poloneză și reconstrucția statului), 1925.
- Zagadnienie rządu (Despre guvernare), 1927.
- Kościół, naród i państwo (Biserică, națiune și stat), 1927.
- Świat powojenny i Polska (Lumea de după război și Polonia), 1931.
- Przewrót (Lovitura de stat), 1934.

### În poloneză
- Friszke, Andrzej (1989). O kształt niepodległej. Warszawa: Biblioteka "Więzi". ISBN 83-7006-014-5.
- Kunert, Andrzej Krzysztof; Małgorzata Smogorzewska (1998). Posłowie i senatorowie Rzeczypospolitej Polskiej 1919–1939. Słownik biograficzny. Tom I, A-D. Warszawa: Wydawnictwo Sejmowe. ISBN 83-7059-392-5.
- Wapiński, Roman (1989). Roman Dmowski. Lublin: Wydawnictwo Lubelskie. ISBN 83-222-0480-9.
- Ignacy Chrzanowski; Władysław Konopczyński (1946). „Stefan Batory”. Polski Słownik Biograficzny (în poloneză). V.